# 2008년 북인도양 사이클론
다음은 2008년 북인도양에서 발생한 열대저기압의 목록이다.

## 설명
- 활동 기간은 미국 날짜로 표시한다.

## 같이 보기
- 2008년 태풍
- 2008년 북대서양 허리케인
- 2008년 동태평양 허리케인